# Williams FW12
Williams FW12 – samochód Formuły 1, zaprojektowany przez Enrique’a Scalabroniego i skonstruowany przez Williamsa. Używany w sezonie 1988. Samochód był napędzany przez jednostki Judd.
W sezonie 1989 była używana wersja FW12C, w której zamontowano jednostkę napędową Renault.

## Wyniki
| Legenda oznaczeń w tabelach wyników Wyświetl szablon na nowej stronie | Legenda oznaczeń w tabelach wyników Wyświetl szablon na nowej stronie                                                                     |
| Oznaczenie                                                            | Wyjaśnienie |
| --------------------------------------------------------------------- | --- |
| Złoty                                                                 | Zwycięzca lub mistrzostwo |
| Srebrny                                                               | 2. miejsce lub wicemistrzostwo |
| Brązowy                                                               | 3. miejsce lub II wicemistrzostwo |
| Zielony                                                               | Ukończył, punktował (w klasyfikacji generalnej, gdy zdobył co najmniej jeden punkt na przestrzeni sezonu, poza trzema powyższymi opcjami) |
| Niebieski                                                             | Ukończył, nie punktował (w klasyfikacji generalnej, gdy nie zdobył co najmniej jednego punktu na przestrzeni sezonu)                      |
| Czerwony                                                              | Nie zakwalifikował się (NZ) |
| Czerwony                                                              | Nie prekwalifikował się (NPK) |
| Różowy                                                                | Nie ukończył (NU) |
| Różowy                                                                | Niesklasyfikowany (NS) (w klasyfikacji generalnej, gdy nie został sklasyfikowany w żadnym wyścigu sezonu)                                 |
| Czarny                                                                | Zdyskwalifikowany (DK) |
| Czarny                                                                | Wykluczony (WYK/EX) |
| Biały                                                                 | Nie wystartował (NW) |
| Biały                                                                 | Kontuzjowany (K/INJ) |
| Biały                                                                 | Wyścig odwołany (OD/C) |
| Bez koloru                                                            | Został wycofany (WYC/WD) |
| Bez koloru                                                            | Nie przybył (NP/DNA) |
| Bez koloru                                                            | Nie brał udziału w treningach (NT/DNP) |
| Bez koloru                                                            | Nie został zgłoszony (–) |
| Pogrubienie                                                           | Start z pole position |
| Kursywa                                                               | Najszybsze okrążenie wyścigu |
| †                                                                     | Nie ukończył, ale jego rezultat został zaliczony ze względu na przejechanie więcej niż 90% dystansu wyścigu.                              |
| *                                                                     | Sezon w trakcie |
| 1/2/3                                                                 | Punktowana pozycja w sprincie kwalifikacyjnym                                                                                             |
| Lista systemów punktacji Formuły 1                                    | |

| Sezon | Zespół              | Silnik  | Kierowcy             | Wyniki w poszczególnych eliminacjach | Wyniki w poszczególnych eliminacjach | Wyniki w poszczególnych eliminacjach | Wyniki w poszczególnych eliminacjach | Wyniki w poszczególnych eliminacjach | Wyniki w poszczególnych eliminacjach | Wyniki w poszczególnych eliminacjach | Wyniki w poszczególnych eliminacjach | Wyniki w poszczególnych eliminacjach | Wyniki w poszczególnych eliminacjach | Wyniki w poszczególnych eliminacjach | Wyniki w poszczególnych eliminacjach | Wyniki w poszczególnych eliminacjach | Wyniki w poszczególnych eliminacjach | Wyniki w poszczególnych eliminacjach | Wyniki w poszczególnych eliminacjach | Wyniki kierowców | Wyniki kierowców | Wyniki konstruktora | Wyniki konstruktora |
| 1988  |                     |         |                      | Brazylia                             | San Marino                           | Monako                               | Meksyk                               | Kanada                               | Stany Zjednoczone                    | Francja                              | Wielka Brytania                      | Niemcy                               | Węgry                                | Belgia                               | Włochy                               | Portugalia                           | Hiszpania                            | Japonia                              | Australia                            | Pkt.             | Msc.             | Pkt.                | Msc.                |
| ----- | ------------------- | ------- | -------------------- | ------------------------------------ | ------------------------------------ | ------------------------------------ | ------------------------------------ | ------------------------------------ | ------------------------------------ | ------------------------------------ | ------------------------------------ | ------------------------------------ | ------------------------------------ | ------------------------------------ | ------------------------------------ | ------------------------------------ | ------------------------------------ | ------------------------------------ | ------------------------------------ | ---------------- | ---------------- | ------------------- | ------------------- |
| 1988  | Canon Williams Team | Judd    | Nigel Mansell        | NU                                   | NU                                   | NU                                   | NU                                   | NU                                   | NU                                   | NU                                   | 2                                    | NU                                   | NU                                   | –                                    | –                                    | NU                                   | 2                                    | NU                                   | NU                                   | 12               | 9                | 20                  | 7                   |
| 1988  | Canon Williams Team | Judd    | Martin Brundle       | –                                    | –                                    | –                                    | –                                    | –                                    | –                                    | –                                    | –                                    | –                                    | –                                    | 7                                    | –                                    | –                                    | –                                    | –                                    | –                                    | 0                | NS               | 20                  | 7                   |
| 1988  | Canon Williams Team | Judd    | Jean-Louis Schlesser | –                                    | –                                    | –                                    | –                                    | –                                    | –                                    | –                                    | –                                    | –                                    | –                                    | –                                    | 11                                   | –                                    | –                                    | –                                    | –                                    | 0                | NS               | 20                  | 7                   |
| 1988  | Canon Williams Team | Judd    | Riccardo Patrese     | NU                                   | 13                                   | 6                                    | NU                                   | NU                                   | NU                                   | NU                                   | 8                                    | NU                                   | 6                                    | NU                                   | 7                                    | NU                                   | 5                                    | 6                                    | 4                                    | 8                | 11               | 20                  | 7                   |
| 1989  |                     |         |                      | Brazylia                             | San Marino                           | Monako                               | Meksyk                               | Stany Zjednoczone                    | Kanada                               | Francja                              | Wielka Brytania                      | Niemcy                               | Węgry                                | Belgia                               | Włochy                               | Portugalia                           | Hiszpania                            | Japonia                              | Australia                            | Pkt.             | Msc.             | Pkt.                | Msc.                |
| 1989  | Canon Williams Team | Renault | Thierry Boutsen      | NU                                   | 4                                    | 10                                   | NU                                   | 6                                    | 1                                    | NU                                   | 10                                   | NU                                   | 3                                    | 4                                    | 3                                    |                                      |                                      |                                      |                                      | 37               | 5                | 54 (77)             | 2                   |
| 1989  | Canon Williams Team | Renault | Riccardo Patrese     | 15                                   | NU                                   | 15                                   | 2                                    | 2                                    | 2                                    | 3                                    | NU                                   | 4                                    | NU                                   | NU                                   | 4                                    |                                      | 5                                    |                                      |                                      | 30 (40)          | 3                | 54 (77)             | 2                   |